# Marián Gáborík
Marián Gáborík (né le 14 février 1982 à Trenčín en Tchécoslovaquie, aujourd'hui ville de Slovaquie) est un joueur professionnel de hockey sur glace slovaque. Il évolue au poste d'ailier.
Après avoir fait ses débuts dans le championnat de Slovaquie avec le HC Dukla Trenčín, il est repêché en 2000 par le Wild du Minnesota de la Ligue nationale de hockey ; il reste dans l'équipe du Wild jusqu'en 2009 puis rejoint les Rangers. Au cours de la saison 2013-2014, il rejoint les Kings de Los Angeles avec lesquels il remporte la Coupe Stanley.

## Biographie

### Ses débuts en Slovaquie
Gáborík naît à Trenčín en Tchécoslovaquie en 1982 et il apprend à jouer au hockey dans le club de sa ville natale, le HC Dukla Trenčín. En 1995-1996, à 14 ans, il joue son premier match officiel avec l'équipe junior de Trenčín. Trois ans plus tard, en 1997-1998, il fait ses débuts avec l'équipe senior dans le Slovaquie, l’Extraliga,. Lors de la saison suivante, il joue plus de matchs avec les seniors qu'avec les juniors et l'ailier gauche aide son club formateur à se qualifier pour les playoffs ; le club est éliminé en quarts-de-finale face au HKm Zvolen.
En 1999, il participe au repêchage européen de la Ligue canadienne de hockey et est choisi au onzième rang par le Drakkar de Baie-Comeau de la Ligue de hockey junior majeur du Québec (également désigné par le sigle LHJMQ). Il ne jouera toutefois jamais pour le Drakkar et joue une autre saison en Slovaquie. Il joue 50 des 56 matchs avec Trenčin ainsi qu'un match avec l'équipe junior du HC Košice pour un but. L'équipe s'incline en demi-finale face au futur champion, le HC Slovan Bratislava.

### Le Wild du Minnesota

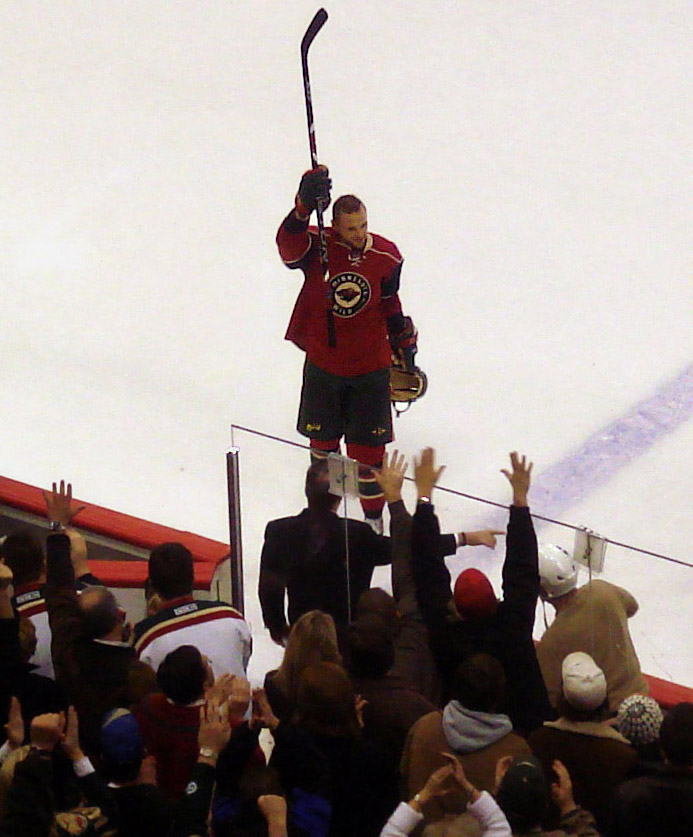
Gáborík après son cinquième but le 20 décembre 2007.

L'ailier gauche est choisi par le Wild du Minnesota de la Ligue nationale de hockey lors du repêchage d'entrée. Il est le troisième joueur choisi après Rick DiPietro premier choisi par Islanders de New York et Dany Heatley sélectionné par les Thrashers d'Atlanta. Il est le tout premier choix de l'histoire du Wild, l'équipe ayant fait son entrée dans la LNH à l'automne 2000. Il fait ses débuts dans la LNH pour le premier match de l'histoire de la franchise le 6 octobre 2000 ; l'équipe perd 3-1 contre les Mighty Ducks d'Anaheim, le but étant inscrit par Gáborík. Il finit la saison avec 18 buts et autant de passes décisives pour 36 points en finissant deuxième pointeur de l'équipe derrière Scott Pellerin qui totalise 39 points. L'équipe termine la saison à la dernière place de la division Nord-Ouest et est éliminée de la course aux séries éliminatoires de la Coupe Stanley.
Au cours de la saison 2001-2002, Gáborík est invité au match des jeunes joueurs lors du 52e Match des étoiles de la LNH. Andrew Brunette est le meilleur pointeur de l'équipe pour cette saison, deux points devant Gáborík qui est le buteur numéro un de l'attaque avec 30 buts. Le Wild termine une nouvelle fois à la dernière place de sa division et non-qualifié pour les séries.
Pendant une bonne partie de la saison 2002-2003, Gáborík est un des meilleurs pointeurs de la saison mais son régime de buts chute en deuxième partie de la saison. Il représente tout de même son équipe lors du 53e Match des étoiles de la ligue ; à cette occasion, il est le joueur le plus rapide au concours de vitesse en faisant le tour de la patinoire en 13 secondes et 713 centièmes. Avec 65 points, Gáborík est meilleur pointeur de la saison pour le Wild et il accumule une nouvelle fois 30 buts ; ses totaux sont bons mais il finit tout de même assez loin des meneurs de la LNH : Peter Forsberg et Milan Hejduk de l'Avalanche du Colorado comptent respectivement 106 points et 50 buts. Niveau collectif, le Wild se qualifie pour la première fois aux séries éliminatoires et se rend jusqu'en finale de l'Association de l'Ouest où ils sont balayés en quatre matchs par les Mighty Ducks d'Anaheim. Gáborík est le meilleur pointeur et buteur de l'équipe lors des séries alors que Sergejs Žoltoks totalise le plus de passes décisives de l'équipe. Avec 17 points, Gáborík est le troisième pointeur des séries derrière deux joueurs des Devils du New Jersey, champions de la Coupe Stanley, Jamie Langenbrunner et Scott Niedermayer.
Au début de la saison 2003-2004, il est en négociation avec le Wild pour une extension de contrat et commence la saison dans son pays avec Dukla Trenčín ; nommé capitaine de l'équipe en absence de Marcel Hanzal, il ne joue que neuf matchs avec son club formateur mais marque 10 buts et aide l'équipe de Trenčín à être invaincu durant son séjour avec l'équipe. Les négociations prennent fin le 31 octobre 2003 lorsque Gáborík signe un contrat de trois ans avec le Wild pour un montant de 10 millions de dollars. Avec 40 points en 65 parties, il est le troisième pointeur de l'équipe derrière Andrew Brunette (49) et Alexandre Daigle (51). L'équipe ne réitère pas sa prestation de l'année précédente en finissant dixième de la saison et ne parvient pas à se qualifier pour les séries.

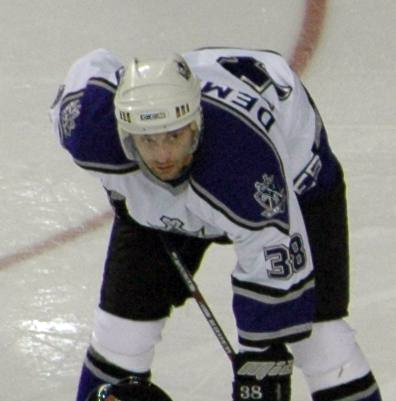
Pavol Demitra (ici avec les Kings de Los Angeles en 2005), compatriote slovaque de Gáborík et coéquipier avec le Wild pendant deux saisons.

La saison 2004-2005 de la LNH est annulée en raison d'un lock-out et Gáborík rentre pour jouer dans son pays ; aligné aux côtés de Pavol Demitra et de Marián Hossa, il joue une trentaine de matchs avec Trenčín puis rejoint en janvier le Färjestads BK dans l'Elitserien, le championnat élite suédois. Il joue la fin de la saison en Suède mais revient en Slovaquie pour les playoffs. Son équipe perd en demi-finale contre le HC Slovan Bratislava mené par Miroslav Šatan.
Les franchises de la LNH reviennent au jeu pour la saison 2005-2006 et Gáborík est absent pour une vingtaine de matchs en raison d'une blessure à l'aine puis à la hanche mais il parvient quand même à dépasser la barre des 30 buts avec 38 réalisations, le tout réalisé en 65 matchs. Cependant, la saison se termine une nouvelle fois avec une non-qualification pour les séries. Le 5 juillet 2006, il prolonge pour trois saisons son contrat avec le Wild.
Le schéma de la saison précédente semble se reproduire en 2006-2007 puisque Gáborík manque encore une fois une grande partie des matchs ; cette saison, il ne joue que 48 matchs car blessé à l'aine mais finit une nouvelle fois dans les meilleurs pointeurs de l'équipe avec 30 buts inscrits. Le slovaque est troisième pointeur du Wild derrière Brian Rolston et Pavol Demitra, compatriote slovaque et nouvelle arrivée au club au cours de l'intersaison. Le Wild est qualifié pour les séries éliminatoires après avoir été classé septième dans l'Association de l'Ouest mais une nouvelle fois éliminés par les Ducks d'Anaheim. À la fin de la saison, Gaborik est nommé pour recevoir le trophée Bill-Masterton – trophée récompensant le joueur ayant démontré le plus de qualité de persévérance et d'esprit d'équipe – mais le trophée revient finalement à Phil Kessel des Bruins de Boston.
Le 20 décembre 2007, le Slovaque inscrit cinq buts lors de la victoire 6-3 du Wild contre les Rangers de New York ; la dernière fois qu'un joueur a marqué cinq buts au cours d'un même match a eu lieu le 26 décembre 1996 par Sergueï Fiodorov. Gáborík se place meilleur pointeur de l'équipe avec 83 points. Pour la première fois de son histoire, l'équipe termine la saison à la première place de sa division avec trois points de plus que l'Avalanche du Colorado. Les deux équipes s’affrontent au premier tour des séries et les trois premières rencontres se décident après des prolongations ; le Wild mène alors deux à un mais perd les trois rencontres suivantes pour une nouvelle élimination précoce.
Lors de la saison 2008-2009, Gáborík est limité à 17 matchs mais parvient tout de même à marquer 13 buts et 23 points. Il est nouvelle fois ralenti par des blessures ; il manque tout d'abord une trentaine de matchs de octobre à décembre après s'être blessé au dos puis quelques jours plus tard, il se remet d'une opération à la hanche et manque une quarantaine de matchs. Il ne revient au jeu que le 22 mars 2009 lors d'un match contre les Oilers d'Edmonton.

### La suite de sa carrière

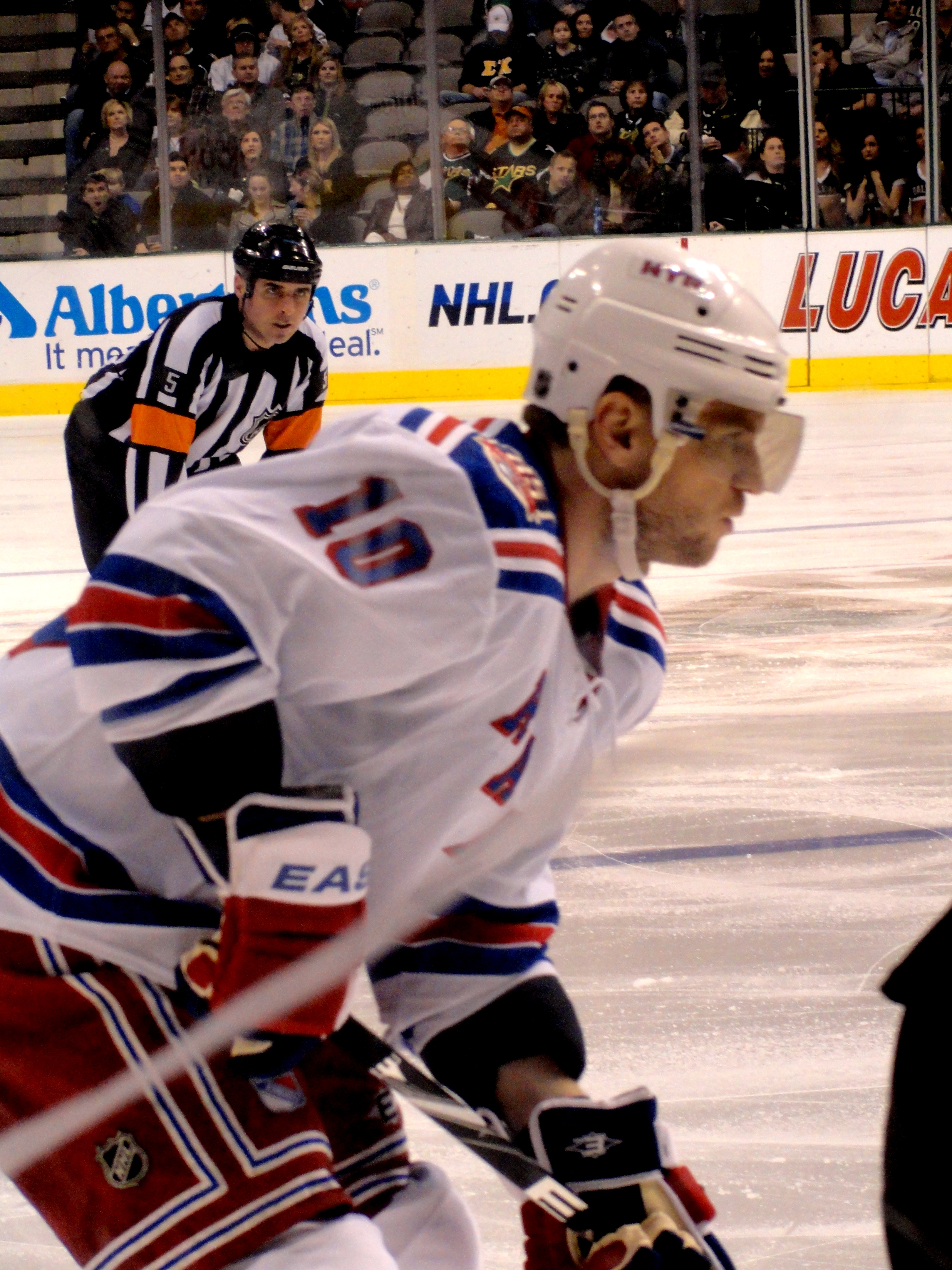
Gáborík sous les couleurs des Rangers de New York en janvier 2011.

Laissé libre à la fin de la saison, Gáborík quitte le Wild et signe le 1er juillet 2009 un contrat avec les Rangers de New York d'une valeur de 37,5 millions de dollars pour cinq ans. Il est alors le meilleur buteur, passeur et pointeur de l'histoire du Wild. Il commence la saison 2009-2010 en lion en marquant 10 buts à ses 12 premiers matchs. Il souffre toutefois d'une blessure au genou après une collison avec Petr Průcha des Coyotes de Phoenix le 26 octobre. Cette blessure lui fera manquer le match du 30 octobre des Rangers les opposant à son ancienne équipe, le Wild. En fin de saison, il est le meilleur buteur, passeur et pointeur de l'équipe avec 42 buts, 44 passes décisives et 86 points en 76 parties. Il est également le dixième pointeur dans la ligue mais les Rangers terminent non qualifiés aux séries avec la neuvième place de l'Association de l'Est, n'étant qu'a un point des Canadiens de Montréal, huitièmes et derniers qualifiés dans l'Est.
La saison suivante, le numéro 10 connaît une saison décevante avec 48 points en 62 matchs, saison limitée par des blessures, notamment une blessure à l'épaule qui lui fait manquer douze matchs après une mise en échec de Colby Armstrong des Maple Leafs de Toronto. Il joue pour la première fois contre le Wild le 20 novembre. Malgré tout, il connaît son meilleur match le 19 janvier 2011, marquant quatre buts lors d'une victoire 7-0 contre les Maple Leafs. Qualifiés pour les séries avec la dernière place qualificative, les Rangers s'inclinent dès le premier tour face aux Capitals de Washington en cinq rencontres.
Le 29 janvier 2012, Gáborík est invité à jouer au 59e Match des étoiles et il est nommé meilleur joueur de la rencontre avec un coup du chapeau. Il joue pour la première fois l'intégralité des 82 matchs en 2010-2011 et est le meilleur buteur et pointeur avec 41 buts et 76 points. Les Rangers, premiers de leur association, se qualifient pour les séries et atteignent la finale de conférence en battant les Sénateurs d'Ottawa et les Capitals de Washington chacun en sept matchs. Ils s'inclineront toutefois quatre matchs à deux face aux Devils du New Jersey.
Au cours de la saison 2012-2013 écourtée par un lock-out, Gaborik n'arrive pas à retrouver sa touche de marqueur si bien qu'il est impliqué dans de nombreuses rumeurs d'échange. N'ayant marqué que 9 buts en 35 matchs, il passe aux mains des Blue Jackets de Columbus le 3 avril 2013 dans un échange impliquant plusieurs joueurs. Il rejoint la franchise de l'Ohio avec Steven Delisle et Blake Parlett en retour de John Moore, Derick Brassard, Derek Dorsett et un choix de sixième tour au repêchage de 2014. Alors que les Blue Jackets sont en pleine lutte pour une place en séries éliminatoires, Gáborík marque trois buts et réalise huit points en 12 matchs. Sa nouvelle équipe est finalement hors des séries avec la neuvième place de l'Association de l'Ouest.
La saison suivante, il ne joue que 22 parties avec les Blue Jackets et manque notamment une partie de la saison à cause d'une fracture à la clavicule qui l'empêche de représenter la Slovaquie lors des Jeux olympiques ayant lieu à Sotchi. Il est une nouvelle fois transféré, le 5 mars 2014, puisqu'il passe aux Kings de Los Angeles en retour de Matt Frattin et deux choix de repêchage.
Après avoir marqué 11 points, dont 5 buts, en 19 matchs, il participe aux séries 2014 et aide les Kings à se rendre jusqu'en finale de la Coupe Stanley après avoir éliminé les Sharks de San José, les Ducks d'Anaheim puis les Blackhawks de Chicago, tous les trois en sept parties, et affrontent en finale l'ancienne équipe de Gáborík, les Rangers. Sa nouvelle équipe remporte finalement la Coupe après avoir défait les Rangers 4 matchs à 1. Avec 14 buts lors des 26 matchs éliminatoires, Gáborík est le meilleur buteur des séries. À la suite de ses succès en séries, il signe un contrat avec les Kings pour une durée de sept ans lui rapportant un salaire annuel moyen de 4,875 millions de dollars. Traditionnellement, les joueurs remportant la Coupe Stanley ont le droit de passer une journée avec le trophée et Gáborík profite de cette journée, le 11 juillet 2014, pour emmener la Coupe dans sa ville natale, à Trenčín.
Lors de la saison 2014-2015, il marque 47 points, dont 27 buts, et se classe deuxième parmi les buteurs des Kings derrière Jeff Carter qui compte un but de plus que le Slovaque. Les champions en titre de la Coupe ne parviennent toutefois pas à se qualifier pour les séries avec la neuvième place de l'Association Ouest.
Le 4 novembre 2021, il annonce sa retraite officielle.

## Statistiques

### Statistiques en club
| Saison     | Équipe                   | Ligue              |       | Saison régulière | Saison régulière | Saison régulière | Saison régulière | Saison régulière |    | Séries éliminatoires | Séries éliminatoires | Séries éliminatoires | Séries éliminatoires | Séries éliminatoires |
| Saison     | Équipe                   | Ligue              | PJ    | B                | A                | Pts              | Pun              | PJ               | B  | A                    | Pts                  | Pun                  |                      |                      |
| 1995-1996  | HC Dukla Trenčín jr.     | Extraliga slo. jr. | 1     | 1                | 0                | 1                | 0                | -                | -  | -                    | -                    | -                    |                      |                      |
| 1996-1997  | HC Dukla Trenčín jr.     | Extraliga slo. jr. | 52    | 35               | 36               | 71               | 42               | -                | -  | -                    | -                    | -                    |                      |                      |
| 1997-1998  | HC Dukla Trenčín jr.     | Extraliga slo. jr. | 36    | 37               | 22               | 59               | 28               | -                | -  | -                    | -                    | -                    |                      |                      |
| 1997-1998  | HC Dukla Trenčín         | Extraliga slo.     | 1     | 1                | 0                | 1                | 0                | -                | -  | -                    | -                    | -                    |                      |                      |
| 1998-1999  | HC Dukla Trenčín jr.     | Extraliga slo. jr. | 9     | 8                | 9                | 17               | 8                | -                | -  | -                    | -                    | -                    |                      |                      |
| 1998-1999  | HC Dukla Trenčín         | Extraliga slo.     | 33    | 11               | 9                | 20               | 6                | 3                | 1  | 0                    | 1                    | 2                    |                      |                      |
| 1999-2000  | HC Košice jr.            | Extraliga slo. jr. | 1     | 1                | 0                | 1                | 0                | -                | -  | -                    | -                    | -                    |                      |                      |
| 1999-2000  | HC Dukla Trenčín         | Extraliga slo.     | 50    | 25               | 24               | 46               | 34               | 5                | 1  | 2                    | 3                    | 2                    |                      |                      |
| 2000-2001  | Wild du Minnesota        | LNH                | 71    | 18               | 18               | 36               | 32               | -                | -  | -                    | -                    | -                    |                      |                      |
| 2001-2002  | Wild du Minnesota        | LNH                | 78    | 30               | 37               | 67               | 34               | -                | -  | -                    | -                    | -                    |                      |                      |
| 2002-2003  | Wild du Minnesota        | LNH                | 81    | 30               | 35               | 65               | 46               | 18               | 9  | 8                    | 17                   | 6                    |                      |                      |
| 2003-2004  | HC Dukla Trenčín         | Extraliga slo.     | 9     | 10               | 3                | 13               | 10               | -                | -  | -                    | -                    | -                    |                      |                      |
| 2003-2004  | Wild du Minnesota        | LNH                | 65    | 18               | 22               | 40               | 20               | -                | -  | -                    | -                    | -                    |                      |                      |
| 2004-2005  | HC Dukla Trenčín         | Extraliga slo.     | 29    | 25               | 27               | 52               | 46               | 12               | 8  | 9                    | 17                   | 26                   |                      |                      |
| 2004-2005  | Färjestads BK            | Elitserien         | 12    | 6                | 4                | 10               | 45               | -                | -  | -                    | -                    | -                    |                      |                      |
| 2005-2006  | Wild du Minnesota        | LNH                | 65    | 38               | 28               | 66               | 64               | -                | -  | -                    | -                    | -                    |                      |                      |
| 2006-2007  | Wild du Minnesota        | LNH                | 48    | 30               | 27               | 57               | 40               | 5                | 3  | 1                    | 4                    | 8                    |                      |                      |
| 2007-2008  | Wild du Minnesota        | LNH                | 77    | 42               | 41               | 83               | 63               | 6                | 0  | 1                    | 1                    | 4                    |                      |                      |
| 2008-2009  | Wild du Minnesota        | LNH                | 17    | 13               | 10               | 23               | 2                | -                | -  | -                    | -                    | -                    |                      |                      |
| 2009-2010  | Rangers de New York      | LNH                | 76    | 42               | 44               | 86               | 37               | -                | -  | -                    | -                    | -                    |                      |                      |
| 2010-2011  | Rangers de New York      | LNH                | 62    | 22               | 26               | 48               | 18               | 5                | 1  | 1                    | 2                    | 2                    |                      |                      |
| 2011-2012  | Rangers de New York      | LNH                | 82    | 41               | 35               | 76               | 34               | 20               | 5  | 6                    | 11                   | 2                    |                      |                      |
| 2012-2013  | Rangers de New York      | LNH                | 35    | 9                | 10               | 19               | 8                | -                | -  | -                    | -                    | -                    |                      |                      |
| 2012-2013  | Blue Jackets de Columbus | LNH                | 12    | 3                | 5                | 8                | 6                | -                | -  | -                    | -                    | -                    |                      |                      |
| 2013-2014  | Blue Jackets de Columbus | LNH                | 22    | 6                | 8                | 14               | 6                | -                | -  | -                    | -                    | -                    |                      |                      |
| 2013-2014  | Kings de Los Angeles     | LNH                | 19    | 5                | 11               | 16               | 4                | 26               | 14 | 8                    | 22                   | 6                    |                      |                      |
| 2014-2015  | Kings de Los Angeles     | LNH                | 69    | 27               | 20               | 47               | 16               | -                | -  | -                    | -                    | -                    |                      |                      |
| 2015-2016  | Kings de Los Angeles     | LNH                | 54    | 12               | 10               | 22               | 20               | 4                | 0  | 1                    | 1                    | 2                    |                      |                      |
| 2016-2017  | Kings de Los Angeles     | LNH                | 56    | 10               | 11               | 21               | 18               | -                | -  | -                    | -                    | -                    |                      |                      |
| 2017-2018  | Sénateurs d'Ottawa       | LNH                | 16    | 4                | 3                | 7                | 6                | -                | -  | -                    | -                    | -                    |                      |                      |
| Totaux LNH | Totaux LNH               | Totaux LNH         | 1 035 | 407              | 408              | 815              | 492              | 84               | 32 | 26                   | 58                   | 30                   |                      |                      |

### Statistiques en équipe nationale
| Année | Équipe                    | Compétition                          |   | PJ | B | A  | Pts | Pun                |  | Résultat |
| 1999  | Slovaquie junior          | Championnat du monde junior          | 6 | 3  | 0 | 3  | 2   | Médaille de bronze |  |          |
| 1999  | Slovaquie moins de 18 ans | Championnat du monde moins de 18 ans | 7 | 3  | 8 | 11 | 2   | Médaille de bronze |  |          |
| 2000  | Slovaquie junior          | Championnat du monde junior          | 7 | 3  | 1 | 4  | 0   | Neuvième place     |  |          |
| 2000  | Slovaquie moins de 18 ans | Championnat du monde moins de 18 ans | 6 | 6  | 2 | 8  | 12  | Cinquième place    |  |          |
| 2001  | Slovaquie                 | Championnat du monde                 | 7 | 2  | 1 | 3  | 0   | Septième place     |  |          |
| 2004  | Slovaquie                 | Championnat du monde                 | 9 | 4  | 2 | 6  | 4   | Quatrième place    |  |          |
| 2004  | Slovaquie                 | Coupe du monde                       | 4 | 1  | 0 | 1  | 2   | Septième place     |  |          |
| 2005  | Slovaquie                 | Championnat du monde                 | 7 | 3  | 1 | 4  | 6   | Cinquième place    |  |          |
| 2006  | Slovaquie                 | Jeux olympiques                      | 6 | 3  | 4 | 7  | 4   | Cinquième place    |  |          |
| 2007  | Slovaquie                 | Championnat du monde                 | 6 | 5  | 6 | 11 | 14  | Sixième place      |  |          |
| 2010  | Slovaquie                 | Jeux olympiques                      | 7 | 4  | 1 | 5  | 6   | Quatrième place    |  |          |
| 2011  | Slovaquie                 | Championnat du monde                 | 6 | 2  | 1 | 3  | 0   | Dixième place      |  |          |
| 2015  | Slovaquie                 | Championnat du monde                 | 7 | 4  | 2 | 6  | 8   | Neuvième place     |  |          |
| 2016  | Europe                    | Coupe du monde                       | 4 | 2  | 0 | 2  | 2   | Médaille d'argent  |  |          |